# Жозе Паулу Лопес
Жозе Паулу Лопес (порт. José Paulo Lopes, 16 жовтня 2000) — португальський плавець.
Учасник Олімпійських Ігор 2020 року, де в попередніх запливах на дистанції 400 метрів комплексом посів 20-те місце і не потрапив до півфіналів.